# Zuid-Korea op de Olympische Zomerspelen 2024
Zuid-Korea nam deel aan de Olympische Zomerspelen 2024 in Parijs, Frankrijk.

## Medailleoverzicht
| Medaille | Naam | Sport            | Onderdeel                | Datum            |
| -------- | --- | ---------------- | ------------------------ | ---------------- |
| Goud     | Oh Sang-uk | Schermen         | Sabel (m)                | 27 juli 2024     |
| Goud     | Oh Ye-jin | Schietsport      | 10 m luchtpistool (v)    | 28 juli 2024     |
| Goud     | Jeon Hun-young Lim Si-hyeon Nam Su-hyeon | Boogschieten     | team (v)                 | 28 juli 2024     |
| Goud     | Ban Hyo-jin | Schietsport      | 10 m luchtgeweer (v)     | 29 juli 2024     |
| Goud     | Kim Je-deok Kim Woo-jin Lee Woo-seok | Boogschieten     | team (m)                 | 29 juli 2024     |
| Goud     | Oh Sang-uk Gu Bon-gil Park Sang-won Do Gyeong-dong                                                                                          | Schermen         | Sabel team (m)           | 31 juli 2024     |
| Goud     | Lim Si-hyeon Kim Woo-jin | Boogschieten     | team (x)                 | 2 augustus 2024  |
| Goud     | Yang Ji-in | Schietsport      | 25 m sportpistool (v)    | 3 augustus 2024  |
| Goud     | Lim Si-hyeon | Boogschieten     | individueel              | 3 augustus 2024  |
| Goud     | Kim Woo-jin | Boogschieten     | individueel (m)          | 4 augustus 2024  |
| Goud     | An Se-young | Badminton        | Enkelspel (v)            | 5 augustus 2024  |
| Goud     | Park Tae-joon | Taekwondo        | Vlieggewicht -58 kg (m)  | 7 augustus 2024  |
| Goud     | Kim Yu-jin | Taekwondo        | Lichtgewicht -57 kg (v)  | 8 augustus 2024  |
|          | |                  |                          |                  |
| Zilver   | Keum Ji-hyeon Park Ha-jun | Schietsport      | 10 m luchtgeweer (x)     | 27 juli 2024     |
| Zilver   | Kim Ye-ji | Schietsport      | 10 m luchtpistool (v)    | 28 juli 2024     |
| Zilver   | Huh Mi-mi | Judo             | Licht -57 kg (v)         | 29 juli 2024     |
| Zilver   | Jeong Na-eun Kim Won-ho | Badminton        | Dubbelspel (x)           | 2 augustus 2024  |
| Zilver   | Kim Min-jong | Judo             | Zwaar +100 kg (v)        | 2 augustus 2024  |
| Zilver   | Nam Su-hyeon | Boogschieten     | Individueel              | 3 augustus 2024  |
| Zilver   | Choi Se-bin Jeon Ha-young Jeon Eun-hye Yoon Ji-su                                                                                           | Schermen         | Sabel team (v)           | 3 augustus 2024  |
| Zilver   | Cho Yeong-jae | Schietsport      | 25 m snelvuurpistool (m) | 5 augustus 2024  |
| Zilver   | Cho Yeong-jae | Schietsport      | 25 m snelvuurpistool (m) | 5 augustus 2024  |
| Zilver   | Park Hye-jeong | Gewichtheffen    | Superzwaar +81 kg (v)    | 11 augustus 2024 |
|          | |                  |                          |                  |
| Brons    | Kim Woo-min | Zwemmen          | 400 m Vrije slag (m)     | 27 juli 2024     |
| Brons    | Lim Jong-hoon Shin Yu-bin | Tafeltennis      | Dubbelspel (x)           | 30 juli 2024     |
| Brons    | Lee Joon-hwan | Judo             | Half midden -81 kg (m)   | 30 juli 2024     |
| Brons    | Kim Ha-yun | Judo             | Zwaar +78 kg (v)         | 2 augustus 2024  |
| Brons    | judoteam Lee Hye-kyeong Kim Won-jin Jung Ye-rin An Ba-ul Huh Mi-mi Kim Ji-su Lee Joon-hwan Han Ju-yeop Yoon Hyun-ji Kim Ha-yun Kim Min-jong | Judo             | Team (x)                 | 3 augustus 2024  |
| Brons    | Lee Woo-seok | Boogschieten     | Individuel (m)           | 4 augustus 2024  |
| Brons    | Im Ae-ji | Boksen           | Bantamgewicht -54 kg (v) | 4 augustus 2024  |
| Brons    | Jeon Ji-hee Lee Eun-hye Shin Yu-bin | Tafeltennis      | team (v)                 | 10 augustus 2024 |
| Brons    | Lee Da-bin | Taekwondo        | Zwaargewicht +67 kg (v)  | 10 augustus 2024 |
| Brons    | Seong Seung-min | Moderne vijfkamp | Individueel (v)          | 11 augustus 2024 |

## Aantal deelnemers
Hieronder volgt een overzicht van de atleten die deelnamen aan de Olympische Zomerspelen van 2024.
| Sport            | Mannen | Vrouwen | Totaal |
| ---------------- | ------ | ------- | ------ |
| Atletiek         | 3      | 0       | 3      |
| Badminton        | 4      | 8       | 12     |
| Boksen           | 0      | 2       | 2      |
| Boogschieten     | 3      | 3       | 6      |
| Breakdance       | 1      | 0       | 1      |
| Gewichtheffen    | 3      | 2       | 5      |
| Golf             | 2      | 3       | 5      |
| Gymnastiek       | 3      | 5       | 8      |
| Handbal          | 0      | 14      | 14     |
| Judo             | 5      | 6       | 11     |
| Klimsport        | 2      | 1       | 3      |
| Moderne vijfkamp | 2      | 2       | 4      |
| Paardensport     | 1      | 0       | 1      |
| Schermen         | 5      | 6       | 11     |
| Schietsport      | 6      | 11      | 17     |
| Schoonspringen   | 4      | 2       | 6      |
| Synchroonzwemmen | 0      | 2       | 2      |
| Tafeltennis      | 3      | 3       | 6      |
| Taekwondo        | 2      | 2       | 4      |
| Wielersport      | 1      | 1       | 2      |
| Worstelen        | 2      | 0       | 2      |
| Zeilen           | 1      | 0       | 1      |
| Zwemmen          | 12     | 3       | 15     |
| Totaal           | 65     | 76      | 141    |

## Deelnemers en resultaten

### Atletiek

#### Loopnummers
| atleet            | onderdeel                 | finale  | finale |
| atleet            | onderdeel                 | tijd    | rang   |
| ----------------- | ------------------------- | ------- | ------ |
| Choe Byeong-kwang | 20 kilometer snelwandelen | 1.26.15 | 42     |

#### Technische nummers
Mannen
| atleet         | onderdeel        | kwalificaties | kwalificaties | finale         | finale         |
| atleet         | onderdeel        | afstand       | rang          | afstand        | rang           |
| -------------- | ---------------- | ------------- | ------------- | -------------- | -------------- |
| Kim Jang-woo   | hinkstapspringen | 16,31 m       | 26            | niet geplaatst | niet geplaatst |
| Woo Sang-hyeok | hoogspringen     | 2,27 m        | =3 q          | 2,27 m         | 7              |

### Badminton
Mannen
| atleet                      | onderdeel  | groepsfase                    | groepsfase                       | groepsfase                     | groepsfase | eliminatie           | kwartfinale                       | halve finale         | finale / BM          | finale / BM    |
| atleet                      | onderdeel  | tegenstander uitslag          | tegenstander uitslag             | tegenstander uitslag           | rang       | tegenstander uitslag | tegenstander uitslag              | tegenstander uitslag | tegenstander uitslag | rang           |
| --------------------------- | ---------- | ----------------------------- | -------------------------------- | ------------------------------ | ---------- | -------------------- | --------------------------------- | -------------------- | -------------------- | -------------- |
| Jeon Hyeok-jin              | enkelspel  | Coelho W 21-12, 21-19         | Naraoka V 10-21, 16-21           | n.v.t.                         | 2          | niet geplaatst       | niet geplaatst                    | niet geplaatst       | niet geplaatst       | niet geplaatst |
| Kang Min-hyuk Seo Seung-jae | dubbelspel | Král - Mendrek W 21-12, 21-17 | C Popov - T Popov W 21-17, 21-15 | Jomkoh - Kedren W 21-16, 21-15 | 1 Q        | n.v.t.               | Astrup - Rasmussen V 19-21, 20-22 | niet geplaatst       | niet geplaatst       | niet geplaatst |

Vrouwen
| atleet                     | onderdeel  | groepsfase                                 | groepsfase                       | groepsfase                              | groepsfase | eliminatie                  | kwartfinale                    | halve finale                  | finale / BM          | finale / BM    |
| atleet                     | onderdeel  | tegenstander uitslag                       | tegenstander uitslag             | tegenstander uitslag                    | rang       | tegenstander uitslag        | tegenstander uitslag           | tegenstander uitslag          | tegenstander uitslag | rang           |
| -------------------------- | ---------- | ------------------------------------------ | -------------------------------- | --------------------------------------- | ---------- | --------------------------- | ------------------------------ | ----------------------------- | -------------------- | -------------- |
| Kim Ga-eun                 | enkelspel  | Scholtz W 21-12, 21-6                      | Goh J W W 21-17, 20-22, 23-21    | n.v.t.                                  | 1 Q        | Tunjung V 4-21, 21-8, 21-23 | niet geplaatst                 | niet geplaatst                | niet geplaatst       | niet geplaatst |
| An Se-young                | enkelspel  | Nalbantova W 21-15, 21-11                  | Qi W 21-5, 21-7                  | n.v.t.                                  | 1 Q        | bye                         | Yamaguchi W 15-21, 21-17, 21-8 | Tunjung W 11-21, 21-13, 21-16 | He B W 21-13, 21-16  | Goud           |
| Baek Ha-na Lee So-hee      | dubbelspel | Fruergaard - Thygesen V 18-21, 21-9, 14-21 | Lambert - Tran W 21-13, 21-8     | Kititharakul - Prajongjai W 21-9, 21-12 | 2 Q        | n.v.t.                      | Liu S - Tan N V 9-21, 13-21    | niet geplaatst                | niet geplaatst       | niet geplaatst |
| Kim So-yeong Kong Hee-yong | dubbelspel | Crasto - Ponnappa W 21-18, 21-10           | Matsuyama - Shida W 24-22, 26-24 | Mapasa - Yu W 21-12, 21-17              | 1 Q        | n.v.t.                      | Tan - Thinaah V 12-21, 13-21   | niet geplaatst                | niet geplaatst       | niet geplaatst |

Gemengd
| atleet                      | onderdeel  | groepsfase                          | groepsfase                              | groepsfase                                           | groepsfase | kwartfinale                       | halve finale                              | finale / BM                         | finale / BM |
| atleet                      | onderdeel  | tegenstander uitslag                | tegenstander uitslag                    | tegenstander uitslag                                 | rang       | tegenstander uitslag              | tegenstander uitslag                      | tegenstander uitslag                | rang        |
| --------------------------- | ---------- | ----------------------------------- | --------------------------------------- | ---------------------------------------------------- | ---------- | --------------------------------- | ----------------------------------------- | ----------------------------------- | ----------- |
| Seo Seung-jae Chae Yoo-jung | dubbelspel | K Mammeri - T Mammeri W 21-10, 21-7 | Piek - Tabeling W 21-16, 21-12          | Puavaranukroh - Taerattanachai W 21-16, 10-21, 21-15 | 1 Q        | Tang C M - Tse Y S W 21-15, 21-10 | Kim W-h - Jeong N-e V 16-21, 22-20, 21-23 | Watanabe - Higashino V 13-21, 20-22 | 4           |
| Kim Won-ho Jeong Na-eun     | dubbelspel | Zheng S - Huang J V 13-21, 14-21    | Mentari - Rivaldy V 20-22, 21-14, 19-21 | Delrue - Gicquel W 22-20, 21-14                      | 2 Q        | Chen T J - Toh E W W 21-19, 21-14 | Seo S-j - Chae Y-j W 21-16, 20-22, 23-21  | Zheng S - Huang J V 8-21, 11-21     | Zilver      |

### Boksen
Vrouwen
| atlete     | onderdeel     | eerste ronde         | tweede ronde            | kwartfinale          | halve finale         | finale               | rang           |
| atlete     | onderdeel     | tegenstander uitslag | tegenstander uitslag    | tegenstander uitslag | tegenstander uitslag | tegenstander uitslag | rang           |
| ---------- | ------------- | -------------------- | ----------------------- | -------------------- | -------------------- | -------------------- | -------------- |
| Im Ae-ji   | bantamgewicht | bye                  | De Jesus Chagas W 4 - 1 | Arias W 3 - 2        | Akbaş V 2 - 3        | niet geplaatst       | Brons          |
| Oh Yeon-ji | lichtgewicht  | Wu S-y V 0 - 5       | niet geplaatst          | niet geplaatst       | niet geplaatst       | niet geplaatst       | niet geplaatst |

### Boogschieten
Mannen
| atleet                               | onderdeel   | plaatsingsronde | plaatsingsronde | eerste ronde         | tweede ronde         | derde ronde          | kwartfinale          | halve finale         | finale / BM          | finale / BM    |
| atleet                               | onderdeel   | score           | rang            | tegenstander uitslag | tegenstander uitslag | tegenstander uitslag | tegenstander uitslag | tegenstander uitslag | tegenstander uitslag | rang           |
| ------------------------------------ | ----------- | --------------- | --------------- | -------------------- | -------------------- | -------------------- | -------------------- | -------------------- | -------------------- | -------------- |
| Kim Je-deok                          | individueel | 682             | 2               | Roux W 6 - 0         | Musolesi W 6 - 4     | Arcila W 6 - 4       | Ellison V 0 - 6      | niet geplaatst       | niet geplaatst       | niet geplaatst |
| Kim Woo-jin                          | individueel | 686             | 1               | Madaye W 6 - 0       | Lih Z-s W 6 - 0      | D'Almeida W 7 - 1    | Gazoz W 6 - 4        | Lee W-s W 6 - 5      | Ellison W 6 - 5      | Goud           |
| Lee Woo-seok                         | individueel | 681             | 5               | Boukouvalas W 6 - 0  | Paoli W 6 - 0        | Wang Y W 6 - 2       | Nespoli W 6 - 4      | Kim W-j V 5 - 6      | Unruh W 6 - 0        | Brons          |
| Kim Je-deok Kim Woo-jin Lee Woo-seok | team        | 2049            | 1               | n.v.t.               | n.v.t.               | bye                  | Japan W 6 - 0        | China W 5 - 1        | Frankrijk W 5 - 1    | Goud           |

Vrouwen
| atleet                                   | onderdeel   | plaatsingsronde | plaatsingsronde | eerste ronde         | tweede ronde         | derde ronde          | kwartfinale            | halve finale         | finale / BM          | finale / BM |
| atleet                                   | onderdeel   | score           | rang            | tegenstander uitslag | tegenstander uitslag | tegenstander uitslag | tegenstander uitslag   | tegenstander uitslag | tegenstander uitslag | rang        |
| ---------------------------------------- | ----------- | --------------- | --------------- | -------------------- | -------------------- | -------------------- | ---------------------- | -------------------- | -------------------- | ----------- |
| Jeon Hun-young                           | individueel | 664             | 13              | Healey W 6 - 2       | Schwarz W 7 - 1      | Lei C-y W 6 - 4      | Gökkır W 6 - 2         | Lim S-h V 4 - 6      | Barbelin V 4 - 6     | 4           |
| Lim Si-hyeon                             | individueel | 694 WR          | 1               | Rivera W 6 - 0       | Octavia W 6 - 0      | Havers W 7 - 1       | Valencia W 6 - 4       | Jeon H-y W 6 - 4     | Nam S-h W 7 - 3      | Goud        |
| Nam Su-hyeon                             | individueel | 688             | 2               | Ali W 7 - 1          | Horáčková W 7 - 3    | Amăistroaie W 6 - 2  | Kumari W 6 - 4         | Barbelin W 6 - 0     | Lim S-h V 3 - 7      | Zilver      |
| Jeon Hun-young Lim Si-hyeon Nam Su-hyeon | team        | 2046 OR         | 1               | n.v.t.               | n.v.t.               | bye                  | Chinees Taipei W 6 - 2 | Nederland W 5 - 4    | China W 5 - 4        | Goud        |

Gemengd
| atleet                   | onderdeel | plaatsingsronde | plaatsingsronde | eerste ronde           | kwartfinale          | halve finale         | finale / BM          | finale / BM |
| atleet                   | onderdeel | score           | rang            | tegenstander uitslag   | tegenstander uitslag | tegenstander uitslag | tegenstander uitslag | rang        |
| ------------------------ | --------- | --------------- | --------------- | ---------------------- | -------------------- | -------------------- | -------------------- | ----------- |
| Kim Woo-jin Lim Si-hyeon | team      | 1380 OR         | 1 Q             | Chinees Taipei W 5 - 4 | Italië W 6 - 2       | India W 6 - 2        | Duitsland W 6 - 0    | Goud        |

### Breaking
| Atleet       | Nickname | Onderdeel | Kwalificatie | Kwalificatie | Kwartfinale            | Halve finale           | Finale / BM            | Finale / BM    |
| Atleet       | Nickname | Onderdeel | Punten       | Rang         | Tegenstander Resultaat | Tegenstander Resultaat | Tegenstander Resultaat | Rang           |
| ------------ | -------- | --------- | ------------ | ------------ | ---------------------- | ---------------------- | ---------------------- | -------------- |
| Kim Hong-yul | Hong10   | B-Boys    | 27           | 3            | niet geplaatst         | niet geplaatst         | niet geplaatst         | niet geplaatst |

### Gewichtheffen
Mannen
| atleet        | onderdeel | trekken | trekken | stoten | stoten | totaal | rang |
| atleet        | onderdeel | score   | rang    | score  | rang   | totaal | rang |
| ------------- | --------- | ------- | ------- | ------ | ------ | ------ | ---- |
| Bak Joo-hyo   | -73 kg    | 147     | 10      | 187    | 5      | 334    | 7    |
| Yu Dong-ju    | -89 kg    | 168     | 7       | 203    | 6      | 371    | 6    |
| Jang Yeon-hak | -102 kg   | 173     | 8       | 200    | 9      | 373    | 9    |

Vrouwen
| atleet         | onderdeel | trekken | trekken | stoten | stoten | totaal | rang   |
| atleet         | onderdeel | score   | rang    | score  | rang   | totaal | rang   |
| -------------- | --------- | ------- | ------- | ------ | ------ | ------ | ------ |
| Kim Su-hyeon   | -81 kg    | 110     | 6       | 140    | 6      | 250    | 6      |
| Park Hye-jeong | +81 kg    | 131     | 2       | 168    | 2      | 299    | Zilver |

### Golf
| atleet        | onderdeel | eerste ronde | tweede ronde | derde ronde | vierde ronde | totaal | totaal | totaal |
| atleet        | onderdeel | score        | score        | score       | score        | score  | par    | rang   |
| ------------- | --------- | ------------ | ------------ | ----------- | ------------ | ------ | ------ | ------ |
| Tom Kim       | mannen    | 66           | 68           | 69          | 68           | 271    | -13    | 8      |
| An Byeong-hun | mannen    | 72           | 68           | 70          | 70           | 278    | -6     | 24     |
| Amy Yang      | vrouwen   | 72           | 71           | 79          | 69           | 282    | -6     | 4      |
| Kim Hyo-joo   | vrouwen   | 76           | 70           | 73          | 69           | 288    | 0      | 25     |
| Ko Jin-young  | vrouwen   | 73           | 73           | 73          | 69           | 288    | 0      | 25     |

### Gymnastiek

#### Turnen
Mannen
| atleet        | onderdeel | kwalificatie | kwalificatie | kwalificatie | kwalificatie | kwalificatie | kwalificatie | kwalificatie | kwalificatie | finale         | finale         | finale         | finale         | finale         | finale         | finale         | finale         |
| atleet        | onderdeel | toestel      | toestel      | toestel      | toestel      | toestel      | toestel      | totaal       | positie      | toestel        | toestel        | toestel        | toestel        | toestel        | toestel        | totaal         | positie        |
| atleet        | onderdeel | vloer        | voltige      | ringen       | sprong       | brug         | rekstok      | totaal       | positie      | vloer          | voltige        | ringen         | sprong         | brug           | rekstok        | totaal         | positie        |
| ------------- | --------- | ------------ | ------------ | ------------ | ------------ | ------------ | ------------ | ------------ | ------------ | -------------- | -------------- | -------------- | -------------- | -------------- | -------------- | -------------- | -------------- |
| Lee Jun-ho    | meerkamp  | 13,700       | 11,200       | 13,600       | 14,383       | 13,600       | 12,266       | 78,899       | 38           | niet geplaatst | niet geplaatst | niet geplaatst | niet geplaatst | niet geplaatst | niet geplaatst | niet geplaatst | niet geplaatst |
| Ryu Sung-hyun | vloer     | 14,266       | n.v.t.       | n.v.t.       | n.v.t.       | n.v.t.       | n.v.t.       | n.v.t.       | 7 Q          | 14,300         | n.v.t.         | n.v.t.         | n.v.t.         | n.v.t.         | n.v.t.         | n.v.t.         | 7              |
| Hur Woong     | voltige   | n.v.t.       | 14,900       | n.v.t.       | n.v.t.       | n.v.t.       | n.v.t.       | n.v.t.       | 10           | n.v.t.         | niet geplaatst | n.v.t.         | n.v.t.         | n.v.t.         | n.v.t.         | n.v.t.         | niet geplaatst |

Vrouwen
| Turnster(s)   | Onderdeel | Kwalificatie | Kwalificatie | Kwalificatie | Kwalificatie | Kwalificatie | Kwalificatie | Finale         | Finale         | Finale         | Finale         | Finale         | Finale         |
| Turnster(s)   | Onderdeel | Toestel      | Toestel      | Toestel      | Toestel      | Totaal       | Plaats       | Toestel        | Toestel        | Toestel        | Toestel        | Totaal         | Plaats         |
| Turnster(s)   | Onderdeel | Sprong       | Brug         | Balk         | Vloer        | Totaal       | Plaats       | Sprong         | Brug           | Balk           | Vloer          | Totaal         | Plaats         |
| ------------- | --------- | ------------ | ------------ | ------------ | ------------ | ------------ | ------------ | -------------- | -------------- | -------------- | -------------- | -------------- | -------------- |
| Yeo Seo-jeong | Team      | 14,400 Q     | -            | 12,700       | 12,733       | n.v.t.       | n.v.t.       | niet geplaatst | niet geplaatst | niet geplaatst | niet geplaatst | niet geplaatst | niet geplaatst |
| Eom Do-hyun   | Team      | -            | 12,333       | 12,300       | 12,366       | n.v.t.       | n.v.t.       | niet geplaatst | niet geplaatst | niet geplaatst | niet geplaatst | niet geplaatst | niet geplaatst |
| Lee Da-yeong  | Team      | 12,866       | 11,766       | n.v.t        | n.v.t        | n.v.t        | n.v.t        | niet geplaatst | niet geplaatst | niet geplaatst | niet geplaatst | niet geplaatst | niet geplaatst |
| Lee Yun-seo   | Team      | 12,700       | 12,333       | 12,000       | 10,066       | 47,099       | 56           | niet geplaatst | niet geplaatst | niet geplaatst | niet geplaatst | niet geplaatst | niet geplaatst |
| Shin Sol-yi   | Team      | 12,133       | 12,966       | 12,366       | 12,533       | 49,998       | 52           | niet geplaatst | niet geplaatst | niet geplaatst | niet geplaatst | niet geplaatst | niet geplaatst |
| Totaal        | Team      | 39,966       | 37,532       | 37,366       | 37,632       | 152,496      | 12           | niet geplaatst | niet geplaatst | niet geplaatst | niet geplaatst | niet geplaatst | niet geplaatst |

Individuele finales
| Turnster(s)   | Onderdeel | Kwalificatie | Kwalificatie | Kwalificatie | Kwalificatie | Kwalificatie | Kwalificatie | Finale  | Finale  | Finale  | Finale  | Finale | Finale |
| Turnster(s)   | Onderdeel | Toestel      | Toestel      | Toestel      | Toestel      | Totaal       | Plaats       | Toestel | Toestel | Toestel | Toestel | Totaal | Plaats |
| Turnster(s)   | Onderdeel | Sprong       | Brug         | Balk         | Vloer        | Totaal       | Plaats       | Sprong  | Brug    | Balk    | Vloer   | Totaal | Plaats |
| ------------- | --------- | ------------ | ------------ | ------------ | ------------ | ------------ | ------------ | ------- | ------- | ------- | ------- | ------ | ------ |
| Yeo Seo-jeong | sprong    | 14,183       | n.v.t.       | n.v.t.       | n.v.t.       | n.v.t.       | 5 Q          | 13,416  | n.v.t.  | n.v.t.  | n.v.t.  | n.v.t. | 7      |

### Handbal
Vrouwen
| Olympiër | Onderdeel | Resultaat | Prestatie |
| --- | --------- | --------- | --------- |
| Gim Bo-eun Han Mi-seul Jeon Ji-yeon Jeong Jin-hui Kang Eun-hye Kang Eun-seo Kang Kyung-min Kim Da-young Park Sae-young Ryu Eun-hee Shin Eun-joo Shin Jin-mi Song Ji-young Woo Bit-na | Vrouwen   | 10        | zie onder |

| Pos | Team       | Wed | W | G | V | Ptn | DV  | DT  | +/− | Kwalificatie |
| --- | ---------- | --- | - | - | - | --- | --- | --- | --- | ------------ |
| 1   | Noorwegen  | 5   | 4 | 0 | 1 | 8   | 140 | 110 | +30 | Kwartfinales |
| 2   | Zweden     | 5   | 4 | 0 | 1 | 8   | 140 | 125 | +15 | Kwartfinales |
| 3   | Denemarken | 5   | 4 | 0 | 1 | 8   | 126 | 116 | +10 | Kwartfinales |
| 4   | Duitsland  | 5   | 1 | 0 | 4 | 2   | 136 | 134 | +2  | Kwartfinales |
| 5   | Zuid-Korea | 5   | 1 | 0 | 4 | 2   | 107 | 133 | −26 |              |
| 6   | Slovenië   | 5   | 1 | 0 | 4 | 2   | 116 | 147 | −31 |              |

| Groepsfase      |                |                |                |                |                |                |                |
| 25 juli 2024    | 16:00          | Duitsland      | 22 - 23        | Zuid-Korea     |                |                |                |
| 28 juli 2024    | 11:00          | Zuid-Korea     | 23 - 30        | Slovenië       |                |                |                |
| 30 juli 2024    | 11:00          | Noorwegen      | 26 - 20        | Zuid-Korea     |                |                |                |
| 1 augustus 2024 | 11:00          | Zuid-Korea     | 21 - 27        | Zweden         |                |                |                |
| 3 augustus 2024 | 21:00          | Denemarken     | 28 - 20        | Zuid-Korea     |                |                |                |
|                 |                |                |                |                |                |                |                |
| Kwartfinale     | niet geplaatst | niet geplaatst | niet geplaatst | niet geplaatst | niet geplaatst | niet geplaatst | niet geplaatst |
|                 |                |                |                |                |                |                |                |
| Halve finale    | niet geplaatst | niet geplaatst | niet geplaatst | niet geplaatst | niet geplaatst | niet geplaatst | niet geplaatst |
|                 |                |                |                |                |                |                |                |
| Finale          | niet geplaatst | niet geplaatst | niet geplaatst | niet geplaatst | niet geplaatst | niet geplaatst | niet geplaatst |

### Judo
Mannen
| atleet        | onderdeel | eerste ronde         | tweede ronde         | derde ronde           | kwartfinale          | halve finale         | herkansing              | finale / BM          | finale / BM    |
| atleet        | onderdeel | tegenstander uitslag | tegenstander uitslag | tegenstander uitslag  | tegenstander uitslag | tegenstander uitslag | tegenstander uitslag    | tegenstander uitslag | rang           |
| ------------- | --------- | -------------------- | -------------------- | --------------------- | -------------------- | -------------------- | ----------------------- | -------------------- | -------------- |
| Kim Won-jin   | −60 kg    | n.v.t.               | Zulu W 10 - 00       | Aghayev W 10 - 00     | Mkheidze V 00 - 01   | niet geplaatst       | Sardalashvili V 00 - 10 | niet geplaatst       | niet geplaatst |
| An Ba-ul      | −66 kg    | n.v.t.               | Bayanmunkh W 10 - 00 | Kyrgyzbayev V 00 - 01 | niet geplaatst       | niet geplaatst       | niet geplaatst          | niet geplaatst       | niet geplaatst |
| Lee Joon-hwan | −81 kg    | bye                  | Moutti W 01 - 00     | Muki W 10 - 00        | Boltaboev V 00 - 01  | niet geplaatst       | niet geplaatst          | niet geplaatst       | niet geplaatst |
| Han Ju-yeop   | −90 kg    | n.v.t.               | Kone W 10 - 00       | Jayne W 01 - 00       | Bekauri V 00 - 10    | niet geplaatst       | Macedo V 00 - 11        | niet geplaatst       | niet geplaatst |
| Kim Min-jong  | +100 kg   | n.v.t.               | bye                  | Tataroglu W 11 - 00   | Kokauri W 01 - 00    | Saito W 10 - 00      | bye                     | Riner V 00 - 10      | Zilver         |

Vrouwen
| atlete         | onderdeel | eerste ronde         | tweede ronde           | kwartfinale                | halve finale         | herkansing           | finale / BM          | finale / BM    |
| atlete         | onderdeel | tegenstander uitslag | tegenstander uitslag   | tegenstander uitslag       | tegenstander uitslag | tegenstander uitslag | tegenstander uitslag | rang           |
| -------------- | --------- | -------------------- | ---------------------- | -------------------------- | -------------------- | -------------------- | -------------------- | -------------- |
| Lee Hye-kyeong | −48 kg    | Babulfath V 00 - 10  | niet geplaatst         | niet geplaatst             | niet geplaatst       | niet geplaatst       | niet geplaatst       | niet geplaatst |
| Jung Ye-rin    | −52 kg    | Primo V 00 - 10      | niet geplaatst         | niet geplaatst             | niet geplaatst       | niet geplaatst       | niet geplaatst       | niet geplaatst |
| Huh Mi-mi      | −57 kg    | bye                  | Nelson-Levy            | Lkhagvatogoogiin W 01 - 00 | Silva V 00 - 10      | bye                  | Deguchi V 00 - 10    | Zilver         |
| Kim Ji-su      | −63 kg    | Timo W 10 - 00       | van Lieshout W 01 - 00 | Krišto V 00 - 10           | niet geplaatst       | Piovesana V 00 - 10  | niet geplaatst       | niet geplaatst |
| Yoon Hyun-ji   | −78 kg    | Reid W 10 - 00       | Ma Z V 01 - 10         | niet geplaatst             | niet geplaatst       | niet geplaatst       | niet geplaatst       | niet geplaatst |
| Kim Ha-yun     | +78 kg    | bye                  | Morillo W 10 - 00      | Souza V 00 - 01            | niet geplaatst       | Cerić W 01 - 00      | Özdemir W 10 - 00    | Brons          |

Gemengd
| atleten | onderdeel | eerste ronde         | tweede ronde         | kwartfinale          | halve finale         | herkansing           | finale / BM          | finale / BM |
| atleten | onderdeel | tegenstander uitslag | tegenstander uitslag | tegenstander uitslag | tegenstander uitslag | tegenstander uitslag | tegenstander uitslag | rang        |
| --- | --------- | -------------------- | -------------------- | -------------------- | -------------------- | -------------------- | -------------------- | ----------- |
| Huh Mi-mi Jung Ye-rin Lee Hye-kyeong Kim Ji-su Kim Ha-yun Yoon Hyun-ji An Ba-ul Kim Won-jin Han Ju-yeop Lee Joon-hwan Kim Min-jong | team      | bye                  | Turkije W 4 - 1      | Frankrijk V 1 - 4    | niet geplaatst       | Oezbekistan W 4 - 2  | Duitsland W 4 - 3    | Brons       |

### Klimsport

#### Boulder & Lead combined
| Atleet        | Onderdeel | Kwalificatie | Kwalificatie | Kwalificatie | Kwalificatie | Kwalificatie | Kwalificatie | Finale         | Finale         | Finale         | Finale         | Finale         | Finale         |
| Atleet        | Onderdeel | Boulder      | Boulder      | Lead         | Lead         | Totaal       | Rang         | Boulder        | Boulder        | Lead           | Lead           | Totaal         | Rang           |
| Atleet        | Onderdeel | Resultaat    | Rang         | Resultaat    | Rang         | Totaal       | Rang         | Resultaat      | Rang           | Resultaat      | Rang           | Totaal         | Rang           |
| ------------- | --------- | ------------ | ------------ | ------------ | ------------ | ------------ | ------------ | -------------- | -------------- | -------------- | -------------- | -------------- | -------------- |
| Lee Do-hyun   | mannen    | 34,0         | 10           | 12,0         | 17           | 46,0         | 15           | niet geplaatst | niet geplaatst | niet geplaatst | niet geplaatst | niet geplaatst | niet geplaatst |
| Seo Chae-hyun | vrouwen   | 44,2         | 13           | 72,1         | 4            | 116,3        | 8 Q          | 28,9           | 8              | 76,1           | 4              | 105,0          | 6              |

#### Speed
| Atleet         | Onderdeel | Kwalificatie | Kwalificatie | Ronde 1            | Kwartfinale       | Halve finale      | Finale / BM       | Finale / BM |
| Atleet         | Onderdeel | Tijd         | Rang         | Tegenstander Tijd  | Tegenstander Tijd | Tegenstander Tijd | Tegenstander Tijd | Rang        |
| -------------- | --------- | ------------ | ------------ | ------------------ | ----------------- | ----------------- | ----------------- | ----------- |
| Shin Eun-cheol | mannen    | 5,25         | 10           | Wu P V 7,24 - 5,00 | niet geplaatst    | niet geplaatst    | niet geplaatst    | 12          |

### Moderne vijfkamp
Mannen
| atleet          | onderdeel | onderdeel    | schermen (degen) | schermen (degen) | schermen (degen) | schermen (degen) | zwemmen (200 m vrije slag) | zwemmen (200 m vrije slag) | zwemmen (200 m vrije slag) | paardrijden (springen) | paardrijden (springen) | paardrijden (springen) | combinatie: schieten/lopen (10 m luchtpistool)/(3200 m) | combinatie: schieten/lopen (10 m luchtpistool)/(3200 m) | combinatie: schieten/lopen (10 m luchtpistool)/(3200 m) | totaal punten | rang  |
| atleet          | onderdeel | onderdeel    | RR               | BR               | rang             | punten           | tijd                       | rang                       | punten                     | strafpunten            | rang                   | punten                 | tijd                                                    | rang                                                    | punten                                                  | totaal punten | rang  |
| --------------- | --------- | ------------ | ---------------- | ---------------- | ---------------- | ---------------- | -------------------------- | -------------------------- | -------------------------- | ---------------------- | ---------------------- | ---------------------- | ------------------------------------------------------- | ------------------------------------------------------- | ------------------------------------------------------- | ------------- | ----- |
| Jun Woong-tae   | mannen    | halve finale | 235              | 2                | 2                | 237              | 1.59,90                    | 4                          | 311                        | 14                     | 11                     | 286                    | 10.19,14                                                | 8                                                       | 681                                                     | 1515          | 2 Q   |
| Jun Woong-tae   | mannen    | finale       | 235              | 6                | 2                | 241              | 1.59,41                    | 7                          | 312                        | 13                     | 11                     | 287                    | 10.14,33                                                | 13                                                      | 686                                                     | 1526          | 6     |
| Seo Chang-wan   | mannen    | halve finale | 225              | 0                | 7                | 225              | 2.00,79                    | 5                          | 309                        | 0                      | 5                      | 300                    | 10.31, 53                                               | 12                                                      | 669                                                     | 1503          | 5 Q   |
| Seo Chang-wan   | mannen    | finale       | 225              | 4                | 6                | 229              | 2.01,53                    | 8                          | 307                        | 14                     | 12                     | 286                    | 10.02,33                                                | 10                                                      | 698                                                     | 1520          | 7     |
| Kim Sun-woo     | vrouwen   | halve finale | 220              | 0                | 6                | 220              | 2.14,44                    | 4                          | 282                        | 0                      | 2                      | 300                    | 11.46,64                                                | 9                                                       | 594                                                     | 1396          | 5 Q   |
| Kim Sun-woo     | vrouwen   | finale       | 220              | 2                | 8                | 222              | 2.17,67                    | 11                         | 275                        | 14                     | 16                     | 286                    | 11.13,92                                                | 9                                                       | 627                                                     | 1410          | 8     |
| Seong Seung-min | vrouwen   | halve finale | 225              | 0                | 4                | 225              | 2.12,44                    | 4                          | 286                        | 7                      | 8                      | 293                    | 11.44,13                                                | 8                                                       | 596                                                     | 1400          | 4 Q   |
| Seong Seung-min | vrouwen   | finale       | 225              | 0                | 7                | 225              | 2.11,47                    | 2                          | 228                        | 0                      | 2                      | 300                    | 11.12,87                                                | 8                                                       | 628                                                     | 1441          | Brons |

### Paardensport

#### Dressuur
| ruiter           | paard    | onderdeel   | Grand Prix | Grand Prix | Grand Prix Special | Grand Prix Special | Grand Prix Freestyle | Grand Prix Freestyle | totaal         | totaal         |
| ruiter           | paard    | onderdeel   | score      | rang       | score              | rang               | technisch            | artistiek            | uitslag        | rang           |
| ---------------- | -------- | ----------- | ---------- | ---------- | ------------------ | ------------------ | -------------------- | -------------------- | -------------- | -------------- |
| Hwang Young-shik | Delmonte | individueel | 70,000     | 5          |                    |                    | niet geplaatst       | niet geplaatst       | niet geplaatst | niet geplaatst |

### Schermen
Mannen
| atleet                                             | onderdeel  | eerste ronde         | tweede ronde         | derde ronde          | kwartfinale          | halve finale         | finale / BM          | finale / BM    |
| atleet                                             | onderdeel  | tegenstander uitslag | tegenstander uitslag | tegenstander uitslag | tegenstander uitslag | tegenstander uitslag | tegenstander uitslag | rang           |
| -------------------------------------------------- | ---------- | -------------------- | -------------------- | -------------------- | -------------------- | -------------------- | -------------------- | -------------- |
| Kim Jae-won                                        | degen      | bye                  | Kano V 12 - 14       | niet geplaatst       | niet geplaatst       | niet geplaatst       | niet geplaatst       | niet geplaatst |
| Ha Tae-gyu                                         | floret     | bye                  | Llavador V 13 - 15   | niet geplaatst       | niet geplaatst       | niet geplaatst       | niet geplaatst       | niet geplaatst |
| Gu Bon-gil                                         | sabel      | bye                  | Ferjani V 8 - 15     | niet geplaatst       | niet geplaatst       | niet geplaatst       | niet geplaatst       | niet geplaatst |
| Oh Sang-uk                                         | sabel      | bye                  | Girault W 15 - 8     | Pakdaman W 15 - 10   | Arfa W 15 - 13       | Samele W 15 - 5      | Ferjani W 15 - 11    | Goud           |
| Park Sang-won                                      | sabel      | bye                  | Heathcock W 15 - 10  | Shen C V 11 - 15     | niet geplaatst       | niet geplaatst       | niet geplaatst       | niet geplaatst |
| Gu Bon-gil Oh Sang-uk Park Sang-won Do Gyeong-dong | sabel team | n.v.t.               | n.v.t.               | n.v.t.               | Canada W 45 - 33     | Frankrijk W 45 - 39  | Hongarije W 45 - 41  | Goud           |

Vrouwen
| atleet                                            | onderdeel  | eerste ronde         | tweede ronde                    | derde ronde          | kwartfinale                | halve finale                               | finale / BM                                      | finale / BM    |
| atleet                                            | onderdeel  | tegenstander uitslag | tegenstander uitslag            | tegenstander uitslag | tegenstander uitslag       | tegenstander uitslag                       | tegenstander uitslag                             | rang           |
| ------------------------------------------------- | ---------- | -------------------- | ------------------------------- | -------------------- | -------------------------- | ------------------------------------------ | ------------------------------------------------ | -------------- |
| Song Se-ra                                        | degen      | bye                  | Swatowska-Wenglarczyk W 15 - 11 | Muhari V 6 - 15      | niet geplaatst             | niet geplaatst                             | niet geplaatst                                   | niet geplaatst |
| Lee Hye-in                                        | degen      | bye                  | Yu S-h V 13 - 15                | niet geplaatst       | niet geplaatst             | niet geplaatst                             | niet geplaatst                                   | niet geplaatst |
| Kang Young-mi                                     | degen      | bye                  | Differt V 13 - 14               | niet geplaatst       | niet geplaatst             | niet geplaatst                             | niet geplaatst                                   | niet geplaatst |
| Song Se-ra Lee Hye-in Kang Young-mi Choi In-jeong | degen team | n.v.t.               | n.v.t.                          | n.v.t.               | Frankrijk V 31 - 37        | Plaatsing 5 - 8 Verenigde Staten W 45 - 39 | Wedstrijd om plaats 5 Verenigde Staten W 45 - 38 | 5              |
| Yoon Ji-su                                        | sabel      | bye                  | Dayibekova W 15 - 11            | Brunet V 9 - 15      | niet geplaatst             | niet geplaatst                             | niet geplaatst                                   | niet geplaatst |
| Choi Se-bin                                       | sabel      | bye                  | Nazlymov W 15 - 14              | Emura W 15 - 7       | Jeon H-y W 15 - 14         | Brunet V 12 - 15                           | Kharlan V 14 - 15                                | 4              |
| Jeon Ha-young                                     | sabel      | bye                  | Komashchuk W 15 - 8             | Hafez W 15 - 7       | Choi S-b V 14 - 15         | niet geplaatst                             | niet geplaatst                                   | niet geplaatst |
| Yoon Ji-su Choi Se-bin Jeon Ha-young Jeon Eun-hye | sabel team | n.v.t.               | n.v.t.                          | n.v.t.               | Verenigde Staten W 45 - 35 | Frankrijk W 45 - 36                        | Oekraïne V 42 - 45                               | Zilver         |

### Schietsport
Mannen
| atleet        | onderdeel               | kwalificaties | kwalificaties | finale         | finale         |
| atleet        | onderdeel               | punten        | rang          | punten         | rang           |
| ------------- | ----------------------- | ------------- | ------------- | -------------- | -------------- |
| Choe Dae-han  | 10 m luchtgeweer        | 630,8         | 5 Q           | 145,2          | 7              |
| Park Ha-jun   | 10 m luchtgeweer        | 629,2         | 13            | niet geplaatst | niet geplaatst |
| Park Ha-jun   | 50 m geweer 3 houdingen | 572           | 44            | niet geplaatst | niet geplaatst |
| Lee Won-ho    | 10 m luchtpistool       | 580           | 4 Q           | 197,9          | 4              |
| Cho Yeong-jae | 10 m luchtpistool       | 575           | 14            | niet geplaatst | niet geplaatst |
| Cho Yeong-jae | 25 m snelvuurpistool    | 586           | 4 Q           | 25             | Zilver         |
| Song Jong Ho  | 25 m snelvuurpistool    | 580           | 17            | niet geplaatst | niet geplaatst |
| Kim Min-su    | skeet                   | 118           | 16            | niet geplaatst | niet geplaatst |

Vrouwen
| atlete        | onderdeel               | kwalificaties | kwalificaties | finale         | finale         |
| atlete        | onderdeel               | punten        | rang          | punten         | rang           |
| ------------- | ----------------------- | ------------- | ------------- | -------------- | -------------- |
| Keum Ji-hyeon | 10 m luchtgeweer        | 630,9         | 9             | niet geplaatst | niet geplaatst |
| Ban Hyo-jin   | 10 m luchtgeweer        | 634,5         | 1 Q           | 251,8          | Goud           |
| Lee Eun-seo   | 50 m geweer 3 houdingen | 583           | 19            | niet geplaatst | niet geplaatst |
| Im Ha-na      | 50 m geweer 3 houdingen | 577           | 30            | niet geplaatst | niet geplaatst |
| Oh Ye-jin     | 10 m luchtpistool       | 582           | 2 Q           | 243,2          | Goud           |
| Kim Ye-ji     | 10 m luchtpistool       | 578           | 5 Q           | 241,3          | Zilver         |
| Kim Ye-ji     | 25 m pistool            | 575           | 27            | niet geplaatst | niet geplaatst |
| Yang Ji-in    | 25 m pistool            | 586           | 6 Q           | 37             | Goud           |
| Jang Kook-hee | skeet                   | 115           | 21            | niet geplaatst | niet geplaatst |
| Kang Gee-eun  | trap                    | 114           | 20            | niet geplaatst | niet geplaatst |
| Lee Bo-na     | trap                    | 113           | 24            | niet geplaatst | niet geplaatst |

Gemengd
| atleten                   | onderdeel              | kwalificaties | kwalificaties | finale                      | finale         |
| atleten                   | onderdeel              | punten        | rang          | tegenstander resultaat      | rang           |
| ------------------------- | ---------------------- | ------------- | ------------- | --------------------------- | -------------- |
| Keum Ji-hyeon Park Ha-jun | 10 m luchtgeweer team  | 631,4         | 2 FA          | Huang Y - Sheng L V 12 - 16 | Zilver         |
| Ban Hyo-jin Choe Dae-han  | 10 m luchtgeweer team  | 623,7         | 22            | niet geplaatst              | niet geplaatst |
| Oh Ye-jin Lee Won-ho      | 10 m luchtpistool team | 579           | 4 FB          | Singh - Bhaker V 10 - 16    | 4              |
| Kim Ye-ji Cho Yeong-jae   | 10 m luchtpistool team | 577           | 7             | niet geplaatst              | niet geplaatst |
| Jang Kook-hee Kim Min-su  | skeet                  | 144           | 7             | niet geplaatst              | niet geplaatst |

### Schoonspringen
Mannen
| atleet         | onderdeel  | series | series | halve finale   | halve finale   | finale         | finale         |
| atleet         | onderdeel  | punten | rang   | punten         | rang           | punten         | rang           |
| -------------- | ---------- | ------ | ------ | -------------- | -------------- | -------------- | -------------- |
| Woo Ha-ram     | 3 m plank  | 389,10 | 12 Q   | 432,00         | 9 Q            | 374,15         | 15             |
| Yi Jae-gyeong  | 3 m plank  | 381,40 | 16 Q   | 366,50         | 17             | niet geplaatst | niet geplaatst |
| Kim Yeong-taek | 10 m toren | 320,40 | 24     | niet geplaatst | niet geplaatst | niet geplaatst | niet geplaatst |
| Shin Jung-whi  | 10 m toren | 369,20 | 17 Q   | 290,60         | 18             | niet geplaatst | niet geplaatst |

Vrouwen
| atlete       | onderdeel  | series | series | halve finale   | halve finale   | finale         | finale         |
| atlete       | onderdeel  | punten | rang   | punten         | rang           | punten         | rang           |
| ------------ | ---------- | ------ | ------ | -------------- | -------------- | -------------- | -------------- |
| Kim Su-ji    | 10 m toren | 285,50 | 11 Q   | 272,75         | 13             | niet geplaatst | niet geplaatst |
| Kim Nam-hyun | 10 m toren | 250,00 | 26     | niet geplaatst | niet geplaatst | niet geplaatst | niet geplaatst |

### Synchroonzwemmen
| atlete                    | onderdeel | technische routine | technische routine | vrije routine | vrije routine | totaal                    | totaal |
| atlete                    | onderdeel | punten             | rang               | punten        | rang          | totaal (technisch + vrij) | rang   |
| ------------------------- | --------- | ------------------ | ------------------ | ------------- | ------------- | ------------------------- | ------ |
| Hur Yoon-seo Lee Ri-young | duet      | 227,5667           | 13                 | 227,7500      | 13            | 455,3167                  | 13     |

### Taekwondo
Mannen
| atleet        | onderdeel | kwalificatie         | eerste ronde         | kwartfinale          | halve finale         | herkansing           | finale / BM          | finale / BM |
| atleet        | onderdeel | tegenstander uitslag | tegenstander uitslag | tegenstander uitslag | tegenstander uitslag | tegenstander uitslag | tegenstander uitslag | rang        |
| ------------- | --------- | -------------------- | -------------------- | -------------------- | -------------------- | -------------------- | -------------------- | ----------- |
| Park Tae-joon | -58 kg    | bye                  | Granado W 2 - 0      | Ravet W 2 - 1        | Jeendoubi W 2 - 0    | bye                  | Magomedo W 1 - 0 OT  | Goud        |
| Seo Geon-woo  | -80 kg    | bye                  | Churchill W 2 - 1    | Rodriques W 2 - 0    | Barkhordari V 1 - 2  | bye                  | Hrnic V 0 - 2        | 5           |

Vrouwen
| atleet     | onderdeel | kwalificatie         | eerste ronde         | kwartfinale          | halve finale         | herkansing           | finale / BM          | finale / BM |
| atleet     | onderdeel | tegenstander uitslag | tegenstander uitslag | tegenstander uitslag | tegenstander uitslag | tegenstander uitslag | tegenstander uitslag | rang        |
| ---------- | --------- | -------------------- | -------------------- | -------------------- | -------------------- | -------------------- | -------------------- | ----------- |
| Kim Yu-jin | -57 kg    | n.v.t.               | İlgün W 2 - 0        | Park W 2 - 0         | Luo Z W 2 - 1        | bye                  | Kiani W 2 - 0        | Goud        |
| Lee Da-bin | +67 kg    | n.v.t.               | Štolbová W 2 - 0     | Zhou Z W 2 - 1       | Osipova V 0 - 2      | n.v.t.               | Brandl W 2 - 1       | Brons       |

### Tafeltennis
Mannen
| atleet                                   | onderdeel | voorronde            | eerste ronde         | tweede ronde         | derde ronde          | kwartfinale          | halve finale         | finale / BM          | finale / BM    |
| atleet                                   | onderdeel | tegenstander uitslag | tegenstander uitslag | tegenstander uitslag | tegenstander uitslag | tegenstander uitslag | tegenstander uitslag | tegenstander uitslag | rang           |
| ---------------------------------------- | --------- | -------------------- | -------------------- | -------------------- | -------------------- | -------------------- | -------------------- | -------------------- | -------------- |
| Cho Dae-seong                            | enkelspel | bye                  | Jha V 2 - 4          | niet geplaatst       | niet geplaatst       | niet geplaatst       | niet geplaatst       | niet geplaatst       | niet geplaatst |
| Jang Woo-jin                             | enkelspel | bye                  | González W 4 - 1     | Groth W 4 - 1        | Togami W 4 - 0       | Caldrano V 0 - 4     | niet geplaatst       | niet geplaatst       | niet geplaatst |
| Cho Dae-seong Jang Woo-jin Lim Jong-hoon | team      | n.v.t.               | n.v.t.               | n.v.t.               | Kroatië W 3 - 0      | China V 0 - 3        | niet geplaatst       | niet geplaatst       | niet geplaatst |

Vrouwen
| atleet                              | onderdeel | voorronde            | eerste ronde         | tweede ronde         | derde ronde          | kwartfinale          | halve finale         | finale / BM          | finale / BM    |
| atleet                              | onderdeel | tegenstander uitslag | tegenstander uitslag | tegenstander uitslag | tegenstander uitslag | tegenstander uitslag | tegenstander uitslag | tegenstander uitslag | rang           |
| ----------------------------------- | --------- | -------------------- | -------------------- | -------------------- | -------------------- | -------------------- | -------------------- | -------------------- | -------------- |
| Jeon Ji-hee                         | enkelspel | bye                  | Yu V 0 - 4           | niet geplaatst       | niet geplaatst       | niet geplaatst       | niet geplaatst       | niet geplaatst       | niet geplaatst |
| Shin Yu-bin                         | enkelspel | bye                  | Tapper W 4 - 0       | Póta W 4 - 1         | Zhang W 4 - 0        | Hirano W 4 - 3       | Chen M V 0 - 4       | Hayata V 2 - 4       | 4              |
| Jeon Ji-hee Lee Eun-hye Shin Yu-bin | team      | n.v.t.               | n.v.t.               | n.v.t.               | Brazilië W 3 - 1     | Zweden W 3 - 0       | China V 0 - 3        | Duitsland W 3 - 0    | Brons          |

Gemengd
| atleet                    | onderdeel  | eerste ronde            | kwartfinale             | halve finale           | finale / BM                | finale / BM |
| atleet                    | onderdeel  | tegenstander uitslag    | tegenstander uitslag    | tegenstander uitslag   | tegenstander uitslag       | rang        |
| ------------------------- | ---------- | ----------------------- | ----------------------- | ---------------------- | -------------------------- | ----------- |
| Lim Jong-hoon Shin Yu-bin | dubbelspel | Qiu - Mittelham W 4 - 0 | Ionescu - Szőcs W 4 - 0 | Wang C - Sun Y V 2 - 4 | Doo H K - Wong C T W 4 - 0 | Brons       |

### Wielersport

#### Wegwielrennen
Mannen
| atleet    | onderdeel    | tijd    | rang |
| --------- | ------------ | ------- | ---- |
| Kim Eu-ro | wegwedstrijd | 6.39.27 | 65   |

Vrouwen
| atleet      | onderdeel    | tijd | rang |
| ----------- | ------------ | ---- | ---- |
| Song Min-ji | wegwedstrijd | DNF  | DNF  |

### Worstelen

#### Grieks-Romeinse stijl
Mannen
| atleet         | onderdeel | eerste ronde         | kwartfinale          | halve finale         | herkansing           | finale / BM          | finale / BM    |
| atleet         | onderdeel | tegenstander uitslag | tegenstander uitslag | tegenstander uitslag | tegenstander uitslag | tegenstander uitslag | rang           |
| -------------- | --------- | -------------------- | -------------------- | -------------------- | -------------------- | -------------------- | -------------- |
| Kim Seung-jun  | −97 kg    | Aleksanyan V 0 - 9ST | niet geplaatst       | niet geplaatst       | Assakalov V 2 - 8PP  | niet geplaatst       | niet geplaatst |
| Lee Seung-chan | −130 kg   | López W 0 - 7PO      | niet geplaatst       | niet geplaatst       | Mirzazadeh V 0 - 9ST | niet geplaatst       | niet geplaatst |

#### Vrije stijl
Vrouwen
| atlete      | onderdeel | eerste ronde         | kwartfinale          | halve finale         | herkansing           | finale / BM          | finale / BM    |
| atlete      | onderdeel | tegenstander uitslag | tegenstander uitslag | tegenstander uitslag | tegenstander uitslag | tegenstander uitslag | rang           |
| ----------- | --------- | -------------------- | -------------------- | -------------------- | -------------------- | -------------------- | -------------- |
| Lee Han-bit | −62 kg    | Niemesch V 0 - 3 PO  | niet geplaatst       | niet geplaatst       | niet geplaatst       | niet geplaatst       | niet geplaatst |

### Zeilen
Mannen
| atleet     | onderdeel | race | race | race | race | race | race | race | race | race        | race        | race   | race   | race           | netto punten | eindnotering |
| atleet     | onderdeel | 1    | 2    | 3    | 4    | 5    | 6    | 7    | 8    | 9           | 10          | 11     | 12     | M              | netto punten | eindnotering |
| ---------- | --------- | ---- | ---- | ---- | ---- | ---- | ---- | ---- | ---- | ----------- | ----------- | ------ | ------ | -------------- | ------------ | ------------ |
| Ha Jee-min | ILCA 7    | 30   | 32   | 40   | 9    | 24   | 22   | 1    | 22   | geannuleerd | geannuleerd | n.v.t. | n.v.t. | niet geplaatst | 140          | 26           |

### Zwemmen
Mannen
| atleet                                                                           | onderdeel          | series  | series | halve finale   | halve finale   | finale         | finale         |
| atleet                                                                           | onderdeel          | tijd    | rang   | tijd           | rang           | tijd           | rang           |
| -------------------------------------------------------------------------------- | ------------------ | ------- | ------ | -------------- | -------------- | -------------- | -------------- |
| Ji Yu-chan                                                                       | 50 m vrije slag    | 22,16   | 28     | niet geplaatst | niet geplaatst | niet geplaatst | niet geplaatst |
| Hwang Sun-woo                                                                    | 100 m vrije slag   | 48,41   | 16 Q   | teruggetrokken | teruggetrokken | niet geplaatst | niet geplaatst |
| Hwang Sun-woo                                                                    | 200 m vrije slag   | 1.46,13 | 4 Q    | 1.45,92        | 9              | niet geplaatst | niet geplaatst |
| Kim Woo-min                                                                      | 200 m vrije slag   | 1.46,64 | 12 Q   | 1.46,58        | 12             | niet geplaatst | niet geplaatst |
| Kim Woo-min                                                                      | 400 m vrije slag   | 3.45,52 | 7 Q    | n.v.t.         | n.v.t.         | 3.42,50        | Brons          |
| Lee Ju-ho                                                                        | 100 m rugslag      | 54,65   | 30     | niet geplaatst | niet geplaatst | niet geplaatst | niet geplaatst |
| Lee Ju-ho                                                                        | 200 m rugslag      | 1.57,39 | 10 Q   | 1.56,76        | 11             | niet geplaatst | niet geplaatst |
| Choi Dong-yeol                                                                   | 100 m schoolslag   | 1.00,17 | 18     | niet geplaatst | niet geplaatst | niet geplaatst | niet geplaatst |
| Cho Sung-Jae                                                                     | 200 m schoolslag   | 2.09,45 | 1 Q    | 2.10,03        | 12             | niet geplaatst | niet geplaatst |
| Kim Min-seop                                                                     | 200 m wisselslag   | 1.56,02 | 15 Q   | 1.55,22        | 13             | niet geplaatst | niet geplaatst |
| Lee Ho-joon Lee Yoo-yeon Kim Yeong-hyeon Kim Woo-min Hwang Sun-woo Yang Jae-hoon | 4x200 m vrije slag | 7.07,96 | 7 Q    | n.v.t.         | n.v.t.         | 7.07,26        | 6              |
| Lee Ju-ho Choi Dong-yeol Kim Ji-hun Hwang Sun-woo                                | 4x100 m wisselslag | 3.34,68 | 13     | n.v.t.         | n.v.t.         | niet geplaatst | niet geplaatst |

Vrouwen
| atleet        | onderdeel        | series  | series | halve finale   | halve finale   | finale         | finale         |
| atleet        | onderdeel        | tijd    | rang   | tijd           | rang           | tijd           | rang           |
| ------------- | ---------------- | ------- | ------ | -------------- | -------------- | -------------- | -------------- |
| Lee Eun-ji    | 200 m rugslag    | 2.09,88 | 10 Q   | 2.11,86        | 15             | niet geplaatst | niet geplaatst |
| Kim Seo-yeong | 200 m wisselslag | 2.12,42 | 17     | niet geplaatst | niet geplaatst | niet geplaatst | niet geplaatst |

Gemengd
| atleet                                              | onderdeel          | series  | series | halve finale | halve finale | finale         | finale         |
| atleet                                              | onderdeel          | tijd    | rang   | tijd         | rang         | tijd           | rang           |
| --------------------------------------------------- | ------------------ | ------- | ------ | ------------ | ------------ | -------------- | -------------- |
| Lee Eun-ji Choi Dong-yeol Kim Ji-hun Hur Yeon-kyung | 4x100 m wisselslag | 3.48,78 | 15     | n.v.t.       | n.v.t.       | niet geplaatst | niet geplaatst |